# Ismaël Alassane
Ismaël Alassane   (Niamey, 3 d'abril de 1984) és un exfutbolista de Níger de la dècada de 2000.
Fou internacional amb la selecció de futbol del Níger. Pel que fa a clubs, destacà a JS du Ténéré, Sahel SC ASFA Yennega, Enyimba International F.C. i Al Sahel SC.